# 330 Adalberta
330 Adalberta este un asteroid din centura principală, descoperit pe 2 februarie 1910, de Max Wolf.

## Caracteristici
Este un asteroid stâncos din regiunile interioare ale centurii principale de asteroizi, de aproximativ 9,5 kilometri în diametru.
Asteroidul 330 Adalberta prezintă o orbită caracterizată de o semiaxă majoră egală cu 2,4676473 u.a. și de o excentricitate de 0,2531518, înclinată cu 6,75466° față de ecliptică.

## Numele asteroidului
Numele asteroidului a fost dedicat de Max Wolf socrului său, teologul și orientalistul german Adalbert Merx, sau astronomului german Adalbert Krüger (1832-1896).

## Eroare
Un obiect a fost descoperit la 18 martie 1892, de astronomul german Max Wolf, fiindu-i atribuită denumirea provizorie "1892 X", iar apoi a primit numele de 330 Adalberta, însă a fost pierdut și nu a mai fost niciodată regăsit. În 1982, s-a recunoscut faptul că observația a fost eronată, iar obiectul care fusese observat era, în realitate, o stea (de fapt o stea dublă). Numele 330 Adalberta a fost dat, în consecință, unui alt obiect care fusese descoperit în 1910, tot de Max Wolf, care primise la descoperire denumirea provizorie de A910 CB.